# تپه چیا تنه ور
تپه چیا تنه ور مربوط به عصر مس و سنگ - عصر مفرغ - سده‌های میانه دوران‌های تاریخی پس از اسلام است و در شهرستان اسلام‌آباد غرب، بخش مرکزی، دهستان حومه شمالی، ۷۰۰ متری جنوب غرب روستای سرخک واقع شده و این اثر در تاریخ ۲۶ اسفند ۱۳۸۷ با شمارهٔ ثبت ۲۵۶۸۰ به‌عنوان یکی از آثار ملی ایران به ثبت رسیده است.